# Jan van Helsing
Jan Udo Holey (n. 22 martie 1967, Dinkelsbühl, Bavaria, Germania), cunoscut sub pseudonimul său literar Jan van Helsing, este un controversat autor german care, în scrierile, sale avansează multe teorii ale conspirației despre implicarea francmasoneriei în  conducerea lumii, despre așa zisa supraviețuire al lui Hitler după Al doilea război mondial plecând către Antarctica, inclusiv despre teoria că Pământul ar fi gol, ș.a.m.d. inspirându-se din Protocoalele înțelepților Sionului.
Cărțile sale Geheimgesellschaften (Societățile secrete) și Geheimgesellschaften 2 au fost interzise în Germania și în Elveția sub acuzația că incita la ură împotriva evreilor.
Majoritatea cărților sale, cum ar fi Die Kinder des neuen Jahrtausends. Mediale Kinder verändern die Welt au subiecte non-politice și descriu probleme ezoterice.

## Biografie
Holey s-a născut într-o familie înstărită, fiind cel de al doilea copil din trei. Mama sa se considera o Clarvăzătoare, iar tatăl său a scris trei cărți cu conținut gnostic-ezoteric. Holey frecventează școlile din Crailsheim, Bammental (situată lângă Heidelberg), Cambridge (UK) și din München.
Holey și-a ales pseudonimul "van Helsing", după citirea nuvelei cu vampiri a autorului Bram Stoker, Dracula. 
În prezent, Holey deține o editură, publicând lucrări scrise ale sale și ale altor autori similari lui.

## Opinii politice
Holey se inspira din diferite teorii ale conspirației și ezoterice, majoritatea  the USA. Spectrul de subiecte pornește de la Nostradamus către reîncarnare pentru a descoperi asasinii lui John F. Kennedy și ai lui Uwe Barschel. Holey folosește în cărțile sale diferite surse, copiind chiar lucrările altor autori. Nefolosind surse serioase, abuzând în utilizarea de teorii ale conspirației. Autorul susține că este o victimă a conspirațiilor având în vedere interzicerea impusă cărților sale.
În cartea sa Geheimgesellschaften, Holey combină science-fiction-ul, cu ezoterismul, cu mitologia nazistă, cu ufologia și cu "teoriile de dominare globală sionistă". Deseori, citează surse din Protocoalele înțelepților din Sion, care s-au dovedit a fi false.
Holey sugerează că "Sistemul bancar Evreiesc" (Rothschild cu "adevărații conducători", Illuminati) doresc să domine lumea. 
Din punctul de vedere al criticilor săi, Holey este caracterizat ca fiind un extremist de dreapta, susținătorii săi afirmând faptul că în cărțile sale nu vorbește împotriva iudaismului sau împotriva anumitor oameni, ci despre puterea exercitată, în special împotriva exercitării politicilor financiare și politice, care planifică Noua Ordine Mondială.

## Publicații
Cărți publicate sub pseudonimul Jan van Helsing:
- Geheimgesellschaften und ihre Macht im 20. Jahrhundert, ISBN 3-89478-069-X
- Geheimgesellschaften 2 (das Interview), ISBN 3-89478-492-X
- Buch 3 - Der dritte Weltkrieg, ISBN 3-9805733-5-4
- Unternehmen Aldebaran, ISBN 3-89478-220-X
- Hände weg von diesem Buch, ISBN 3-9807106-8-8
- Wer hat Angst vor'm schwarzen Mann...?, ISBN 3-9807106-5-3
- Organizațiile secrete și puterea lor în secolul XX  Arhivat în 27 august 2011, la Wayback Machine.

Cărți publicate sub numele real Jan Udo Holey:
- Die Akte Jan van Helsing, ISBN 3-9805733-9-7
- Die innere Welt, ISBN 3-9805733-1-1
- Die Kinder des neuen Jahrtausend, ISBN 3-9807106-4-5